# او.اس. انجینس
او. اس. انجینس (انگلیسی: O.S. Engines) شرکت مهندسی ژاپنی است، که در سال ۱۹۴۱ تأسیس شد.